# Zieleniec (gmina)
Zieleniec (od 1973 Deszczno) – dawna gmina wiejska istniejąca w latach 1945–1954 w woj. poznańskim i woj. zielonogórskim (dzisiejsze woj. lubuskie). Siedzibą władz gminy był Zieleniec (obecnie dzielnica Gorzowa Wielkopolskiego).
Gmina Zieleniec powstała po II wojnie światowej (1945) na terenie tzw. Ziem Odzyskanych (tzw. III okręg administracyjny – Pomorze Zachodnie). 25 września 1945 gmina – jako jednostka administracyjna powiatu gorzowskiego – została powierzona administracji wojewody poznańskiego, po czym z dniem 28 czerwca 1946 została przyłączona do woj. poznańskiego. 6 lipca 1950 gmina wraz z całym powiatem gorzowskim weszła w skład nowo utworzonego woj. zielonogórskiego.
Według stanu z 1 lipca 1952 gmina składała się z 21 gromad: Białobłocie, Bolemin, Borek, Brzozowiec, Ciecierzyce, Deszczno, Dziersławice, Dzierżów, Glinik, Karnin, Koszęcin, Krasowiec, Łagodzin, Maszewo, Niwica, Orzelec, Płonica, Prądocin, Siedlice, Ulim i Zieleniec. Gmina została zniesiona 29 września 1954 wraz z reformą wprowadzającą gromady w miejsce gmin. Jednostki nie przywrócono 1 stycznia 1973 wraz z kolejną reformą reaktywującą gminy, utworzono natomiast jej terytorialny odpowiednik, gminę Deszczno.
Zobacz też: gmina Zielenice.